# Escumadeira

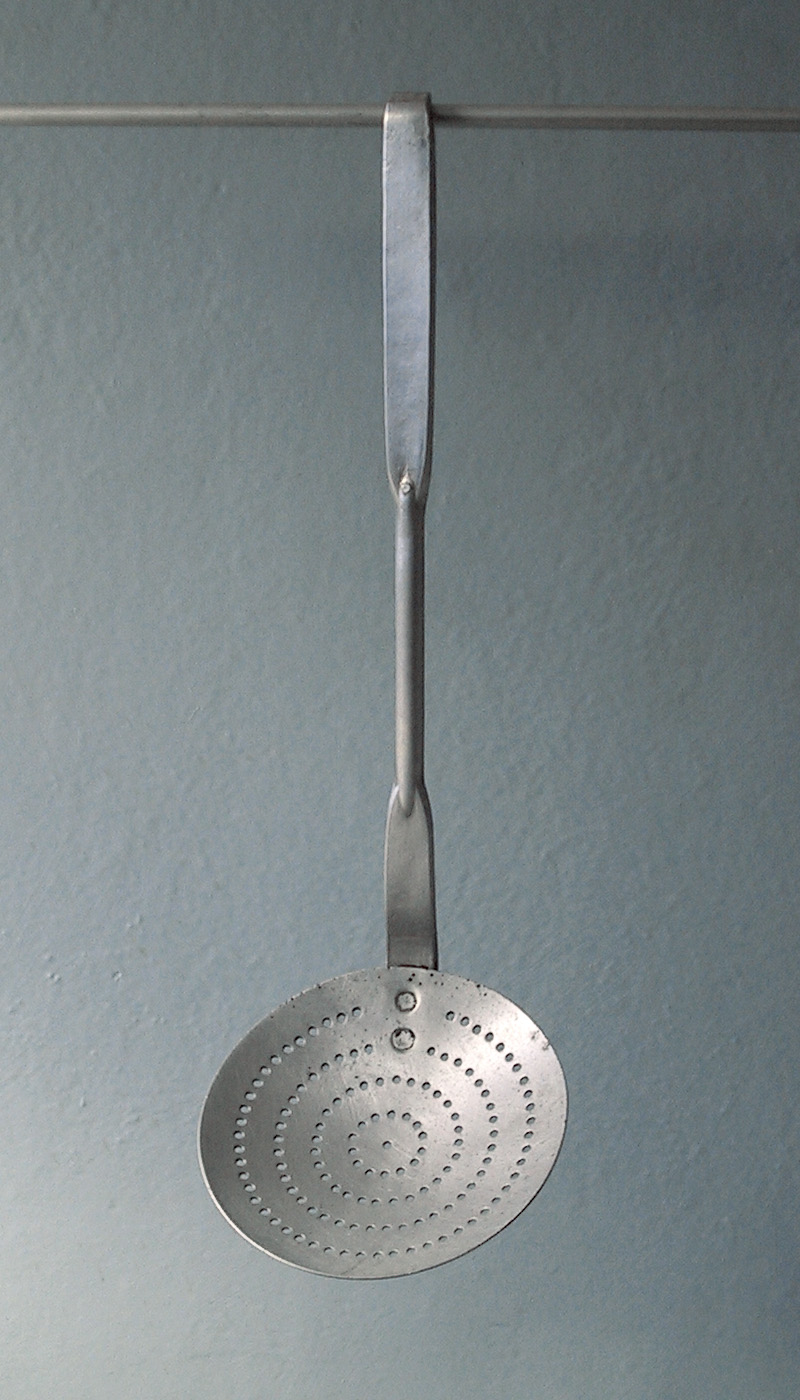
Escumadeira de alumínio.

Uma escumadeira (ou espumadeira, sendo que escuma é uma versão antiga da palavra espuma) é um  utensílio usado na cozinha, não só para retirar a espuma de alimentos que estão sendo cozidos, mas também para retirar da panela ou frigideira os alimentos sem o líquido onde estão sendo cozidos.
É formada por uma parte circular côncava que pode ser de rede de arame ou um disco de metal ou plástico com furos, geralmente com dimensões aproximadas de 10 mm de diâmetro, e uma pega colocada quase perpendicularmente ao disco com comprimento suficiente para chegar ao fundo de uma panela sem que o utilizador se queime com o líquido quente.